# Fayette (Alabama)
Fayette è un comune degli Stati Uniti d'America situato nella contea di Fayette dello Stato dell'Alabama.